# Marengo (Toulouse)
Pour les articles homonymes, voir Marengo.
Marengo est un quartier de Toulouse marquant la séparation entre ceux de Matabiau et de Jolimont. Il tire son nom du boulevard de Marengo, qui fait tout le tour de la Médiathèque José-Cabanis. 
À l'origine du quartier, il y a la construction d'une École Vétérinaire en 1832, bientôt longée au Second Empire par la rue Marengo (à sa gauche, à l'ouest) débouchant à l'arrière, au nord, sur la place Marengo (sur les plans de ville de Justin Jordan en 1860).
De nombreuses rues du quartier portent des noms en lien avec la bataille de Toulouse – rue Bertrand-Clauzel, avenue de la Colonne, rue Dalmatie, rue du Dix-Avril, rue du Général-Honoré-Gazan, rue du Général-Jean-Pégot, rue du Général-Taupin, rue Honoré-Reille, rue Mil-Huit-Cent-Quatorze, rue de l'Obélisque, rue Soult – ou simplement des noms de généraux de la Révolution et de l'Empire – rue du Général-Jean-Compans, rue Gros.
En 1965, l'école est rasée pour dégager l'accès à la nouvelle avenue Georges-Pompidou vers le nord : on dessine le boulevard et l'emprise actuelle de la médiathèque, dont la construction débute en 2002.

## Transports
Accès avec le métro ligne A station Marengo – SNCF.